# Аксуатське
Аксуа́тське (каз. Ақсуат) — село у складі району Беїмбета Майліна Костанайської області Казахстану. Входить до складу Новоільїнського сільського округу.
Населення — 314 осіб (2021; 397 у 2009, 495 у 1999, 491 у 1989).